# Lenguaje del nacionalsocialismo
Por  lenguaje del nacionalsocialismo se entiende un léxico del idioma alemán y una determinada retórica pública de la época nazi, que ejerció una gran influencia sobre el uso de la lengua en el Estado nacionalsocialista. Por una parte, se crearon nuevas palabras, por otra, se les atribuyó un nuevo significado a palabras ya existentes. En ambos casos, algunas de estas se acuñaron intencionadamente, otras entraron en la lengua sin que se hubiese reflexionado al respecto. Adolf Hitler y Joseph Goebbels destacan como representantes de este lenguaje. Recurrían a la demagogia y a los ataques verbales; utilizaban los medios de comunicación de forma sistemática para hacer propaganda del nazismo. De ahí que su oratoria y su vocabulario se difundieran ampliamente y consiguieran imponerse en numerosos ámbitos públicos. 
Hoy en día, al analizar esta forma de hablar, se debate sobre la cuestión de hasta qué punto el lenguaje nazi nos permite sacar conclusiones en relación con los objetivos políticos y las intenciones de aquellos que lo utilizaban.

## Características particulares
Bericht Bajla Gelbung,
entflohen in Warschau
einem Transport aus dem Ghetto,
das Mädchen
ist gegangen durch Wälder,
bewaffnet, die Partisanin
wurde ergriffen
in Brest-Litowsk,
trug einen Militärmantel (polnisch),
wurde verhört von deutschen
Offizieren, es gibt
ein Foto, die Offiziere sind junge
Leute, tadellos uniformiert,
mit tadellosen Gesichtern,
ihre Haltung
ist einwandfrei.
Informe Bajla Gelbung,
huida de Varsovia
un transporte desde el ghetto,
la niña
atravesó bosques,
armada, la partisana
fue atrapada
en Brest-Litovsk,
llevaba un abrigo militar (polaco),
fue interrogada por 
oficiales alemanes, hay
una foto, los oficiales son jóvenes
personas, impecablemente uniformados,
con caras impecables,
su actitud
es impecable.

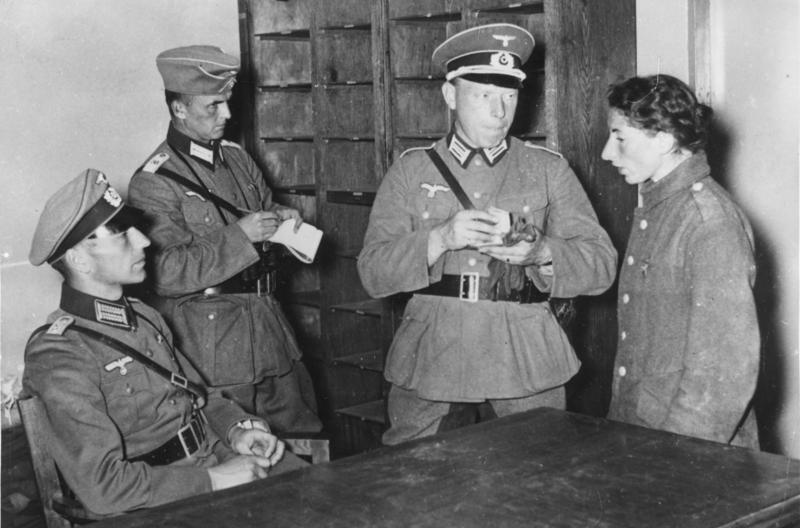
Propaganda nazi: Polonia, mujer judía arrestada
Descripción: «Marimacho judía como líder de bandidos asesinos comunes.
Una judía marimacho del gueto de Varsovia, de nombre Bajla Gelblung, fue capturada por tropas alemanas en las cercanías de Brest-Litowsk. Trataba de escapar vestida con el uniforme de un soldado polaco y fue reconocida como la líder de una de las bandas más crueles de asesinos. A pesar de su genuina insolencia judía, no pudo negar los hechos.»
Fecha de publicación: 21 de septiembre de 1939.
El autor alemán oriental Johannes Bobrowski escribió un poema sobre esta información en 1961:
Bericht Bajla Gelbung,
entflohen in Warschau
einem Transport aus dem Ghetto,
das Mädchen
ist gegangen durch Wälder,
bewaffnet, die Partisanin
wurde ergriffen
in Brest-Litowsk,
trug einen Militärmantel (polnisch),
wurde verhört von deutschen
Offizieren, es gibt
ein Foto, die Offiziere sind junge
Leute, tadellos uniformiert,
mit tadellosen Gesichtern,
ihre Haltung
ist einwandfrei.

- El lenguaje nacionalsocialista a menudo contenía superlativos y subrayaba la talla de los individuos o sus logros con palabras como «extraordinario», «único», «gigantesco», «histórico», «total», «tremendo», etc. Tras la rápida victoria sobre Francia en 1940, Keitel se dirigió a Hitler como «el mayor general de todos los tiempos».(expresión que posteriormente dio lugar a burlas entre los oficiales).
- Para subrayar su pretensión de modernidad y auténtica su obsesión por la tecnología, el nacionalsocialismo usó frecuentemente términos de la ingeniería eléctrica, entonces en plena expansión, en contextos  sin relación alguna, como «Anschluss» [conexión/enlace] o «Gleichschaltung» [sincronización].
- Algunas expresiones de la terminología científica o médica se transfirieron en parte a otras áreas y adquirieron así un significado diferente. De esta manera, reinterpretándolas  pseudocientíficamente, se pretendía que las declaraciones sonaran  a ciencia seria, es decir, que parecieran objetivas y racionales. En este sentido, a determinados grupos de personas se los calificó de «tumores» y la teoría de la evolución de Charles Darwin se presentó de forma torticera, convirtiéndola en una especie de cosmovisión espartana .
- Con frecuencia, expresiones técnicas neutras, no ligadas a valores, se empleaban eufemísticamente, para ocultar o trivializar planes de asesinato y otros actos crueles. Por ejemplo se hablaba de la «solución final a la cuestión judía» para referirse al plan de exterminio de todos los judíos del mundo;  de un «tratamiento especial»  que era el asesinato;  la eliminación de la «vida indigna de ser vivida» consistía en matar a  enfermos; y se le dio el nombre de «departamento pediátrico» a las salas donde se hacían experimentos con niños discapacitados mentalmente, para luego matarlos.
- La propaganda nacionalsocialista adoptó muchos términos, expresiones idiomáticas y estilos lingüísticos del ámbito de la religión, especialmente del lenguaje litúrgico, p. ej. palabras como «eterno», «credo» o «salvación».
- Esto se asoció con rituales públicos que se parecían a la liturgia eclesiástica, como el culto de la Navidad nazi. El grito de respuesta Sieg Heil [victoria/salvación] de las «masas» a los discursos de Hitler correspondía formalmente al amén de la liturgia.
- Los opositores políticos o las minorías a menudo eran descritos con metáforas animales por los nacionalsocialistas, siguiendo la tradición centenaria del antijudaísmo y el antisemitismo. También se utilizaron comparaciones racistas con el control de plagas. Hitler escribió en Mein Kampf: «El judío es y sigue siendo el parásito típico, un parásito que se propaga cada vez más como un bacilo dañino e invita solo a un caldo de cultivo barato.»
- La posición subordinada de los trabajadores y empleados de una empresa frente al empresario se plasmó en  el uso del término «Gefolgschaft» [seguidores] para la fuerza laboral (véase también: «Führerprinzip»).
- Las siglas se utilizaban para nuevas instituciones como si estas instituciones se conocieran desde hace mucho tiempo, como BDM, HJ, JM, DJ, NSKK, NSFK, KdF, DAF, etc.

## Dirigiendo y controlando el lenguaje

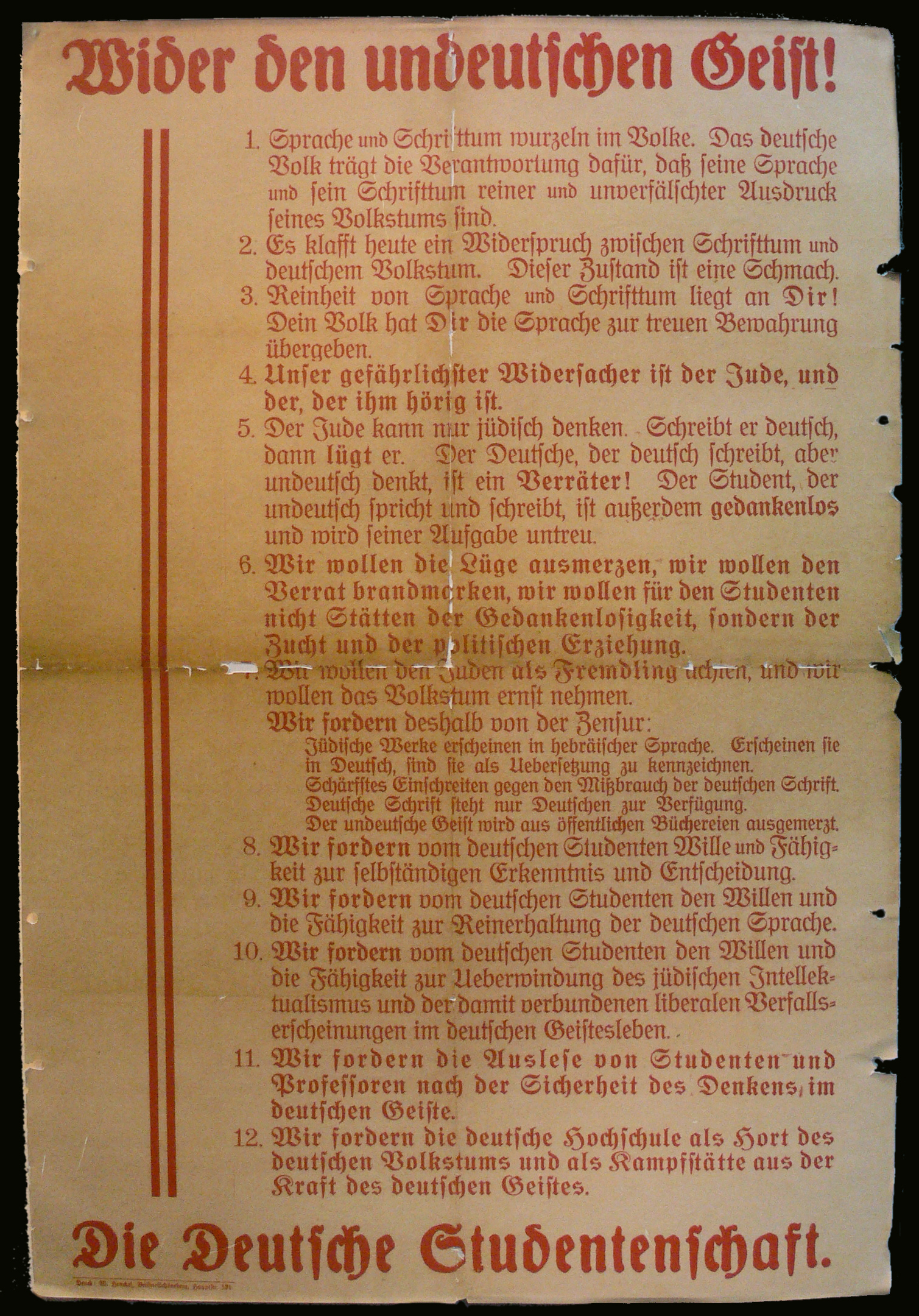
Folleto de la Liga Nacionalsocialista de Estudiantes Alemanes, que se publicó en 1933 para quemar libros

A partir de marzo de 1933, el recién creado Ministerio del Reich para la Ilustración Pública y Propaganda (RMVP) asumió la tarea de dirigir el contenido de la prensa, la literatura, las artes visuales, el cine, el teatro y la música en toda Alemania. Ejerció control sobre casi todas las áreas de la cultura y los medios de comunicación a través de la Cámara de Cultura del Reich, fundada en septiembre de 1933. La Cámara de Prensa del Reich era una de sus organizaciones subordinadas. Así, al margen de los medios de comunicación del partido, el aparato estatal también podía usarse para difundir la ideología nazi, al permitir, bien la censura, bien el uso de las subvenciones del Ministerio para lograr que, en las películas, los temas deportivos, culturales e interpersonales recibieran un tratamiento conforme con el ideario del partido. El Reichsfilmkammer impuso su política de personal en cada una de las películas que se rodaban. 
El propio régimen nazi creó el término Sprachregelung [régimen lingüístico] para censurar y manipular el lenguaje a nivel estatal. De acuerdo con las instrucciones internas de Joseph Goebbels, estas medidas de censura suponían que la prensa estaba obligada a tratar determinados temas y hacer un determinado uso del lenguaje. En particular, en lo referente a la persecución y el exterminio de los judíos, era obligatorio usar términos que ocultaran al público alemán y extranjero el propósito real de las medidas. A menudo se empleaban, de manera intencionada, expresiones de connotación trivial, neutral o positiva  para campañas de terror y asesinato. Se pretendía así hacer que parecieran normales y evitar una resistencia organizada por parte de las personas afectadas.

## Objetivos políticos del uso del lenguaje
El vocabulario utilizado apuntaba principalmente a los no nazis. A los que no eran miembros había que convencerlos de los objetivos del partido nazi y de los cargos que éste había conseguido ocupar. El lenguaje del nacionalsocialismo también se orientaba en menor grado hacia los efectos internos entre los Parteigenossen [camaradas del partido] ya convencidos. Los nacionalsocialistas consiguieron hacer un uso cada vez mayor del aparato del estado, y así, el empleo del vocabulario y las demás peculiaridades del habla se hacía notar más y más en la vida de la población. La gente, cuando hablaba, tenía la sensación de estar rodeada por este lenguaje y por los correspondientes funcionarios nazis. La Flüsterpropaganda [propaganda susurrada/diseminación de rumores] y la conversación privada estaban, durante la guerra, bajo la constante amenaza del espionaje. A continuación, una lista con los objetivos de este tipo de lenguaje (no están en ningún orden particular). 
- Uso como característica distintiva de personas de ideas afines (especialmente antes de 1933).
- Creación de una sensación emocional de pertenencia y una comunidad de valores.
- Formar y motivar a la gente para que se uniera al partido, con el fin de preparar medidas más decididas contra los opositores o grupos de personas que debían ser perseguidas. Un ejemplo extremo de esto lo constituyen unos discursos secretos que Heinrich Himmler  pronunció en octubre de 1943 para justificar a posteriori el Holocausto (discursos de Posen).
- Excluir e intimidar a disidentes.
- Después del intento de asesinato de Adolf Hitler el día 20 de julio de 1944, el saludo fascista se hizo obligatorio en el ejército, para mostrar su lealtad a Hitler. Hasta entonces se había considerado el ejército como uno de los pocos ámbitos donde se podía sortear el culto a la personalidad asociado a Hitler y el juramento al Führer.
- Hacer propaganda de los objetivos del partido, en particular a través de la prensa del partido (Völkischer Beobachter, Der Angriff; para más información, véase la editorial del partido, Franz-Eher-Verlag, Múnich, que era la cabeza de un gran grupo de prensa), así como del periódico antisemita Der Stürmer.
- Evitar el tener que dar argumentos.

## Representaciones y análisis

### Literatura

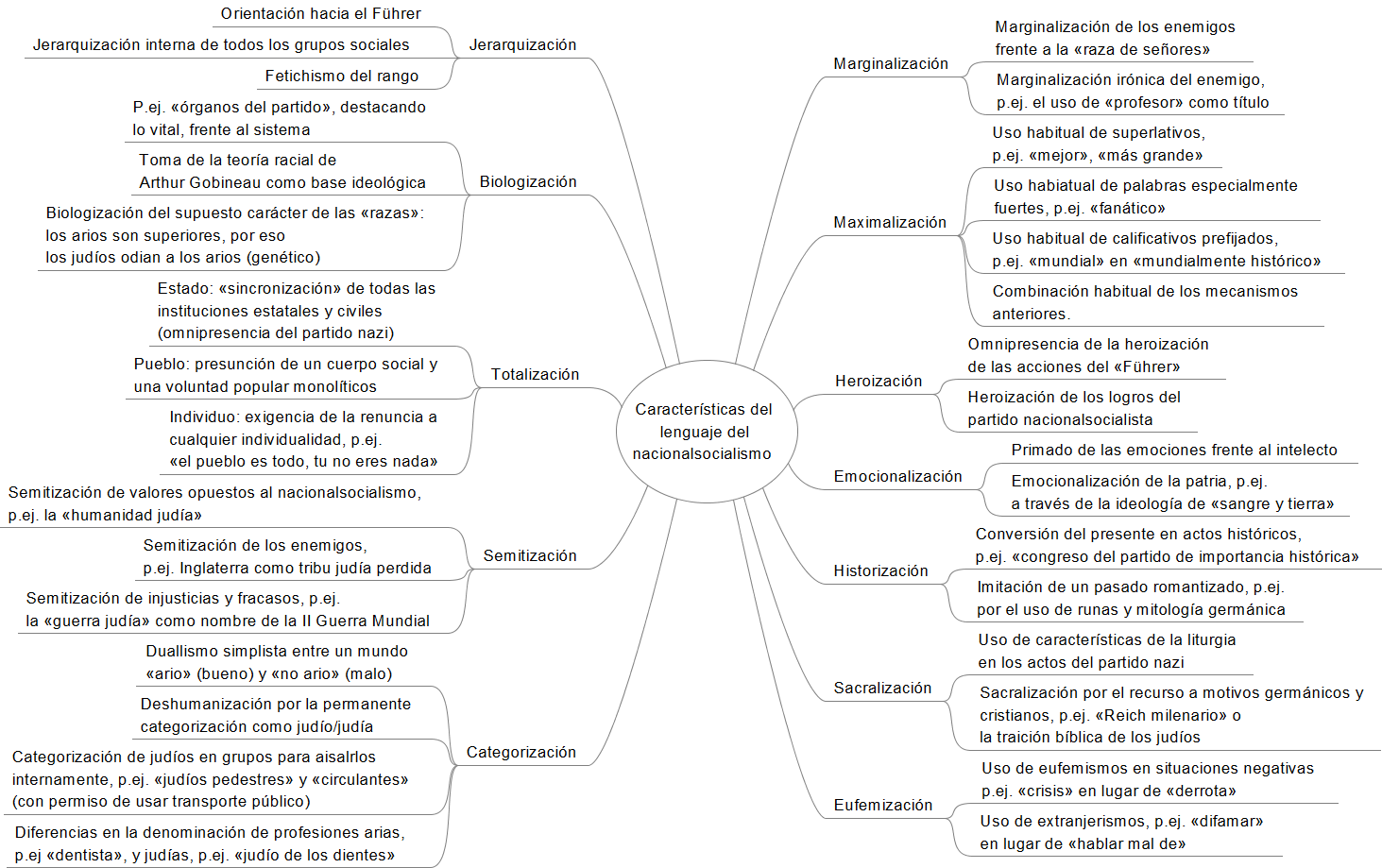
Características del lenguaje del nacionalsocialismo según Klemperer.

Ya en 1933 Karl Kraus escribió la Tercera noche de Walpurgis, obra en la que contrapone, con rigor, el lenguaje de la propaganda nacionalsocialista al  mundo de las ideas de Goethe y, a partir del análisis del lenguaje nacionalsocialista, llega a predecir, aplicando la lógica, el futuro desarrollo de los hechos. A pesar de que Kraus usó posteriormente muchas citas del texto, de hecho gran parte aparece en el ensayo «Warum die Fackel nicht erscheint» [Por qué no se publica die Fackel] en Die Fackel, vol. 890-905, se abstuvo de publicar la obra en el último momento. La Tercera noche de Walpurgis ya estaba compuesta en la imprenta, pero finalmente no se publicó hasta 1952, ya póstumamente.

### Estudios literarios
El romanista y literato Victor Klemperer (1881–1960) creó un inventario del lenguaje en Alemania entre 1933 y 1945 con su obra LTI - Cuaderno de un filólogo (publicado en 1947). El título del libro era una parodia de la gran afición que le tenían los nacionalsocialistas a las siglas: LTI significaba Lingua Tertii Imperii (latín), es decir, «idioma del Tercer Reich». En él, Klemperer argumentó que no fueron tanto los discursos individuales, octavillas, palabras o similares los que dejaron la mayor impresión en la población, sino más bien las repeticiones estereotipadas de todo el flujo de palabras, las cuales, por el poder de la sugestión, conseguían ejercer una influencia constante. 
Entre 1945 y 1948, Dolf Sternberger, Gerhard Storz y Wilhelm E. Süskind escribieron artículos similares sobre el lenguaje nazi para la revista Die Wandlung. En 1957, los artículos se publicaron en forma de libro con el título Aus dem Wörterbuch des Unmenschen [Desde el diccionario del inhumano]. El autor H. G. Adler escribió varios textos críticos para la revista Muttersprache.

### Cine
La película de Charles Chaplin, El gran dictador (1940), es una parodia de Hitler y una sátira del régimen nazi. Chaplin cambió los nombres de los políticos y estados involucrados, pero adoptó términos nazis como «raza», «gueto» y «campo de concentración» sin alterarlos. Los discursos del personaje principal Hynkel (Hitler) se dan en un lenguaje inventado completamente incomprensible, en tomaní. Pero el tono agresivo, el staccato, la mímica y los gestos del orador dejan bien claro de quién se trata y sugieren el contenido brutal y el propósito de sus discurso. De este modo, Chaplin se convirtió en una de las primeras personas en analizar el estilo del idioma nazi.

### Teatro
Desde 1973, el actor austriaco Helmut Qualtinger ha hecho lecturas públicas de extractos de Mein Kampf, de Adolf Hitler, que también han sido publicadas como audiolibro.